# Jake Steed
Jake Steed (né le 27 août 1970) est un ancien acteur et réalisateur américain de films pornographiques, qui a essentiellement tourné dans la pornographie interraciale.

## Activité dans la pornographie
Steed est surtout connu pour sa série de vidéos, Petite Nanas Blanche, Grosse Bite de Noir (Little White Chicks, Big Black Monster Dick)  mettant en scène des acteurs afro-américains réputés pour la taille de leur pénis tels Mandingo, Lexington Steele et Steed lui-même.
Dans ces scénarios, on voit cette bande de « joyeux lurons » scruter les environs à la recherche de jeunes femmes caucasienne pour effectuer des gang bang sur ces « petites chiennes » . Cette série est notamment interprétée par les actrices Bridgette Kerkove, Belladonna et Kyla.

### Activité annexe
Jake Steed est apparu dans un morceau du rappeur Dr. Dre en 2001, l'acteur est mis en scène ayant des relations sexuelles avec deux femmes afro-américaines.

## Récompenses
1. 1996 AVN Award[5]
2. 1996 XRCO Award[6]